# Patrizio Bianchi
Pour les articles homonymes, voir Bianchi.
Patrizio Bianchi (né le 28 mai 1952 à Copparo) est un homme politique italien.
De 2021 à 2022, il est ministre de l'Éducation du gouvernement Draghi.